# هاينز بورن
هاينز بورن هو منافس ألعاب قوى سويسري، ولد في 1948.

## وصلات خارجية
- هاينز بورن على موقع أوليمبيديا (الإنجليزية)